# پری‌های چمنزار
پری‌های چمنزار (نام علمی: Aterica) نام یک سرده از زیرخانواده دریابدها است.